# Sony DSC-W35
Sony Cyber-Shot DSC-W35 é uma câmera fotogrática digital compacta fabricada pela Sony, pertecente à linha Cyber-shot.

## Características
Algumas características:
- Alta sensibilidade (ISO 1000)
- Controle de exposição (flash) automático
- Função de corte (Trimming)
- Menu explicativo de funções
- Seletor de idiomas do menu
- Saída áudio e vídeo
- PictBridge
- Capacidade de gravação de vídeos, formato MPEG movie VX
- Seleção de cena (7 tipos)
- Zoom digital 6x
- Zoom óptico 3x
- Smart zoom 14x
- Tela LCD de 2.0"
- Macro de 2cm (W) e 30cm (T).
- Qualidade de 7.2MP efetivo
- Lentes alemãs vario-tessar [Carl Zeiss] Vario-Tessar® (projetadas especialmente para camcorders amadoras, oferecem a nitidez e a qualidade das lentes profissionais - oferece menos reflexo e mais contraste para cores e tons mais realistas sensibilidade de até 3200 ISO)
- 56MB de Memória Interna
- Capacidade de fotos/Memória Interna: até 360 fotos em modo VGA.
- Entre outras características...

## Acessórios
Fornecidos
Cordão de mão
Software Picture Motion Browser
Carregador de baterias BC-CSG
Cabo AV/USB
Bateria recarregável NP-BG1
Opcionais
Bateria extra NP-BG1
Bolsa p/ transporte: LCS-TWB MSX-M512/MSX-M1G/MSX-M2G
Kit de acessórios: ACC-CBG